# Oncocnemis fasciatus
Oncocnemis fasciatus là một loài bướm đêm trong họ Noctuidae.